# Kinnoccia chromata
Kinnoccia chromata är en insektsart som beskrevs av Adolf Remane 1985. Kinnoccia chromata ingår i släktet Kinnoccia och familjen Kinnaridae.
Artens utbredningsområde är Spanien. Inga underarter finns listade i Catalogue of Life.